# Юкі-онна

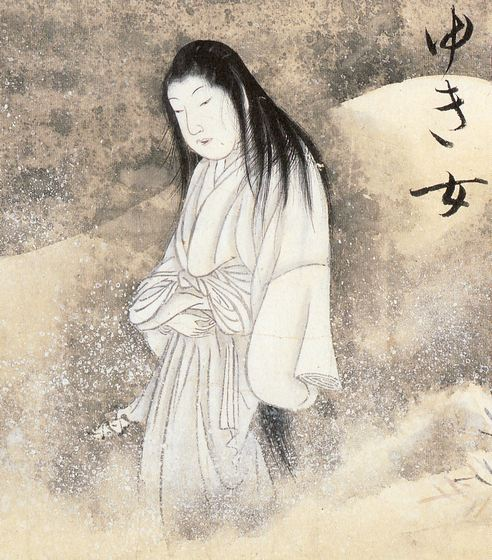
Юкі-онна із Ілюстрований том сотні демонів

Юкі-онна (яп. 雪女 «снігова жінка») — дух або йокай у японському фольклорі, часто зображуваний у японських літературі, фільмах та анімації.
Вона також може мати такі імена, як юкі-хоя («снігова донька»), юкі-онаґо («снігова дівчина»), юкійоро (雪女郎, «снігова дружина»), юкі анеса («снігова сестра»), юкі-онба («снігова бабуся» або «снігова няня»), юкінба («снігова відьма») у префектурі Ехіме, юкіфурі-баба («снігова відьма») у Наґано. Вони також мають кілька імен, які мають відношення до бурульок, як цурара-онна, канекорі-мусуме та шіґама-ньобо.

## Поява
Юкі-онна з'являється у фольклорі давніх часів; у Соґі Шококу Моноґатарі ренґа-поета Соґі є уривок про те, як він побачив юкі-онну, перебуваючи в провінції Етіґо (тепер Префектура Нііґата), що свідчить про те що легенди існували в період Муромачі.

## Зовнішність
Описується повністю білою, майже прозорою, наче з льоду, і дуже вродливою. У Юкі-онни може бути тільки одна нога та тільки одне око, її сліди зазвичай одноногі. Рухається вона неквапливо та витончено, з'являється частіше в сутінках або вночі під час снігопаду чи снігової бурі, особливо в перші дні Нового року. При тому вона може з'явитися у будь-якому місці, де йде сніг, її бачили навіть у великих містах. «Померти насильницькою смертю» та «Одружитися з Юкі-онна» у багатьох областях — синоніми.